# Бернардо, Маурицио
Маури́цио Берна́рдо (итал. Maurizio Bernardo, родился 3 июня 1963 года в Палермо) — итальянский политик, депутат Палаты депутатов Италии от Демократической партии Италии, казначей фракции «Народная зона».

## Биография
Дипломированный социолог, занимался частной предпринимательской деятельностью. Избран впервые в Палату депутатов Италии по итогам парламентских выборов 2006 года от избирательного округа Ломбардия 3 по списку партии «Вперёд, Италия». Переизбран в 2008 (Ломбардия 3) и 2013 годах (Ломбардия 1) по списку партии «Народ свободы», 16 ноября 2013 года после распада партии «Народ свободы» перешёл в «Новый правый центр» под руководством Анджелино Альфано. С 2016 года независимый депутат.
21 июля 2015 года возглавил VI комиссию (по финансам) палаты депутатов Италии, сменив на этом посту Даниэле Капеццоне из партии «Вперёд, Италия». Советник по финансовым вопросам фонда «Италия — США». 6 декабря 2016 года после провала конституционного референдума объявил о грядущем уходе из Нового правого центра в смешанную фракцию, чего, однако, не случилось.
18 марта 2017 года Бернардо ушёл в «Народную альтернативу», но 20 июля перешёл в ряды Демократической партии.